# Owen Tudor
Pour les autres membres de cette famille, voir Tudor et pour les homonymes, voir Owen.
Owen Tudor, en gallois Owain ap Maredudd ap Tudur, né vers 1400 à Anglesey (pays de Galles) et mort le 3 février 1461 à Hereford (Angleterre), est un noble gallois, particulièrement connu par son mariage avec la reine douairière Catherine de Valois (1401-1437), veuve de Henri V, mariage qui est à l'origine de la dynastie des Tudors.

## Biographie

### Rencontre avec la reine douairière Catherine
Owen est assigné au service de Catherine de Valois, fille du roi de France Charles VI et sœur de Charles VII, après la mort de Henri V (31 août 1422). En décembre 1421, elle a donné le jour à son fils Henri qui, à l'âge de 10 mois, devient le roi d'Angleterre Henri VI (et, en vertu du traité de Troyes, le roi de France Henri II, titre qui non retenu par la postérité). 
Catherine, écartée des affaires publiques par le régent Jean de Lancastre, duc de Bedford, frère de Henri V, et peu intéressée par les affaires politiques en général et par l'éducation de son fils en particulier[réf. nécessaire], devient l'amante d'Owen dans les mois qui suivent.

### Période du mariage avec Catherine (1428-1437)
Leur mariage a lieu secrètement en 1428, à une date non connue précisément.
De ce mariage naissent au moins quatre enfants, dont trois vivent assez longtemps :
- Edmond Tudor (11 juin 1430 – 3 novembre 1456). Il épouse Margaret Beaufort et leur fils unique, Henri, vainqueur de la maison de Lancastre, devient roi d'Angleterre en 1485 sous le nom de Henri VII, initiateur de la dynastie des Tudors ;
- Jasper Tudor (1431 – 26 décembre 1495, comte de Pembroke et duc de Bedford ;
- Thomas Tudor (6 novembre 1432 – 1501), moine à l'abbaye de Westminster à partir de 1468.

Catherine meurt en donnant le jour à une fille, Margaret (3 janvier 1437 – 1437).

### Arrestation et pardon (1437-1439)
À la suite de la mort de Catherine, Owen, privé de sa protection, est emprisonné à la prison de Newgate. Il s'évade en 1438, mais est repris et emprisonné au château de Windsor. 
En 1439, Henri VI lui accorde un pardon général, lui restitue tous ses biens (confisqués en 1437), lui alloue une rente annuelle de 40£ et le nomme de gardien des domaines royaux de Denbigh. 

### Période de 1439 à 1461
En 1442, le roi accueille Edmond et Jasper à la cour. Ils sont créés respectivement comte de Richmond en 1449 et comte de Pembroke en 1452.
En 1459, Owen voit sa pension annuelle élevée à 100£. Cette année-là, il a un fils illégitime, David, mort en 1535 (il s'installera dans le Sussex).

### Participation à la guerre des Deux-Roses dans le camp des Lancastre
À la fin de sa vie, Owen Tudor s'implique dans la guerre des Deux-Roses, qui oppose la maison de Lancastre, dont fait partie Henri VI, et la maison d'York (Édouard IV) au sujet du trône d'Angleterre. Il apporte son soutien à Henri VI.
Le 2 février 1461, Owen commande, assisté par son fils Jasper, les forces lancastriennes à la bataille de Mortimer's Cross. Battu, Owen est fait prisonnier. 
Il est amené au château de Hereford où Édouard, qui ne veut pas s'embarrasser de prisonniers[réf. nécessaire], le fait décapiter.

## Famille
1. ↑  Il est le quatrième fils d'Édouard III et né après Jean de Gand.
2. ↑  Pour un arbre généalogique plus détaillé voir : maison de Plantagenêt.)
3. ↑  Linda Alchin, Lords and Ladies : « King Henry II ».
4. ↑  Mandy Barrow, « Timeline of the Kings and Queens of England: The Plantagenets ».
5. ↑  Mark Needham, « Family tree of Henry (II, King of England 1154–1189) ».